# Angelo Gregucci
Angelo Gregucci (San Giorgio Ionico, 1964. június 10.) korábbi olasz labdarúgó, jelenleg vezetőedző.

## Karrier

### Játékosként
Gregucci pályafutását a Taranto csapatánál kezdte meg 1981-ben, mielőtt az Alessandriához szerződött és ahol 4 évig a piemonti csapatot szolgálta. 1986-tól 1993-ig a fővárosi Lazionál szerepelt, ahol összesen 187 Serie A-s mérkőzést játszott le és 12 gólt szerzett védő létére. Miután egy szezont Torinóban töltött 1993 és 1994 között, ismét továbbállt és labdarúgó karrierjének végét a Reggiana csapatánál fejezte be 1998-ban.

### Edzőként
Edzőségét Roberto Mancini mellett kezdte meg 2000-ben mint másodedző a Fiorentinánál. Ezt követően egy rövidebb ideig a harmadosztályú Viterbese edzői posztját tölthette be. Egy évre rá a Venezia ajánlatát fogadta el. Itt nem volt igazán sikeres, mivel a 20. helyen végzett csapatával, így a kiesés miatt távoznia kellett. A Salernitana csapatával már sikeresebb eredményt ért el, a 14. helyen zárták az idényt.
2005-ben az első osztályú Lecce szerződtette ám a gyenge kezdés miatt menesztették is. Ismét másodosztályú csapathoz, nevezetesen a Vicenzához került, ahol 3 évet töltött el. 2009. június 5-én fogadta el az Atalanta ajánlatát. A gyenge kezdés miatt (4 mérkőzést elveszítettek) menesztették posztjáról.